# بوبي بوبي (أسطورة)
بوبي بوبي (بالإنجليزية: Bobbi - bobbi) من أفاعي الأسلاف عند شعب البنبنغا Binbinga في أستراليا الشمالية. أرسل ذات مرة الثعالب الطيارة، أي الخفافيش، حتى يأكلها الناس، ولكن الخفافيش استطاعت الفرار والنجاة. إلا أن الأفعى التي تحت الأرض كانت تراقب ما يحصل، فرمت بضلع من أضلاعها إلى الأعلى ليلتقطها الناس فوق الأرض، ويستخدموها كقوس، فاصطادوا الخفافيش وطبخوها وأكلوها. ثم حاولوا -الناس- أن يفتحوا ثقبا في السماء بالقوس ذاته، فغضب بوبي - بوبي واسترجع الضلع، وابتلع شابين من الشبان الذين حاولوا أن يسترجعوا القوس.
في هذه الأسطورة يظهر صراع المصالح بين البشر والمقدسين، فطموح البشر طاول السماء، مما يجعل المقدسين يدافعون عنها. ومثل هذا الصراع يكون عادة صراعا عنيفا.

## شعب البنبنغا
شعب البنبنغا (بالإنجليزية: Binbinga) ويلفظ ببنغا Bibingka، هم السكان الأصليين الاستراليين في الإقليم الشمالي لأستراليا. ولغتهم تصنف على أنها لهجة من عدة لهجات متقاربة. لا يتحدث اليوم بها غير 89 شخص يسمون وامبايا. ويروى أنه حين يموت شخص منهم لا تتحدث أرملته وأمه وبعض أقاربه حتى تقام للميت طقوس الدفن الأخيرة.

## وطنهم
وبلدهم تتألف من أراضي بنبينغا التقليدية من حوالي 4400 ميل مربع تمتد جنوب شرق من بوهينيا داونز القديمة وحتى الحدود العليا لنهري McArthur و Glyde. وتوصف الطبيعة التي يسكنونها بأنها خلابة ورائعة عند ضفاف هذين النهرين إذ تكثر أشجار التين والصنوبر. ووصف بالدوين سبنسر وف. أ. جيلين المظهر الجسدي لبينبينغا على أن رجالهم غير مشعرين.

## وصلة خارجية
- للاطلاع أكثر على شعب البنبنغا راجع Binbinga